# Direktmanipulation

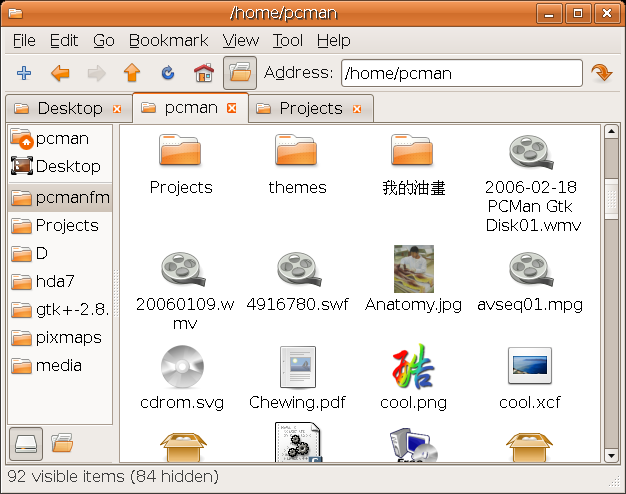
Grafisk filhanterare där användaren kan dra filer mellan mappar, d.v.s. direktmanipulation.

Direktmanipulation är en interaktionsstil i datorgränssnitt där användaren manipulerar en visuell representation av ett datorsystems problemområde, exempelvis genom att dra en ikon från en mapp till en annan i en filhanterare.
Direktmanipulation ger en visuell presentation av arbetsuppgiften och är lätt att lära sig använda. Återkommande användare kommer snabbt ihåg hur man utför en särskild arbetsuppgift. Direktmanipulation kan designas för att förebygga olika användarmisstag. Stilen uppmuntrar ett utforskande arbetssätt och kan skapa en högre subjektiv tillfredsställelse hos användaren. Nackdelarna är att det kan vara svår och dyr att utveckla och ställer krav på grafik och pekdon.

### Fotnoter
1. ↑  Shneiderman & Plaisant (2010), s. 84-87